# 卡米拉·戈梅斯·阿雷斯
卡米拉·戈梅斯·阿雷斯（西班牙語：Camila Gómez Ares；1994年10月26日—），阿根廷女子足球运动员，司职中场，目前效力于博卡青年竞技俱乐部和阿根廷国家女子足球队。她曾代表阿根廷参加2023年国际足联女子世界杯和2024年美洲女子金杯等多场国际赛事。